# Manny & Lo
Manny & Lo è un film commedia drammatica statunitense del 1996 diretto da Lisa Krueger.